# Cam Ranh Bay

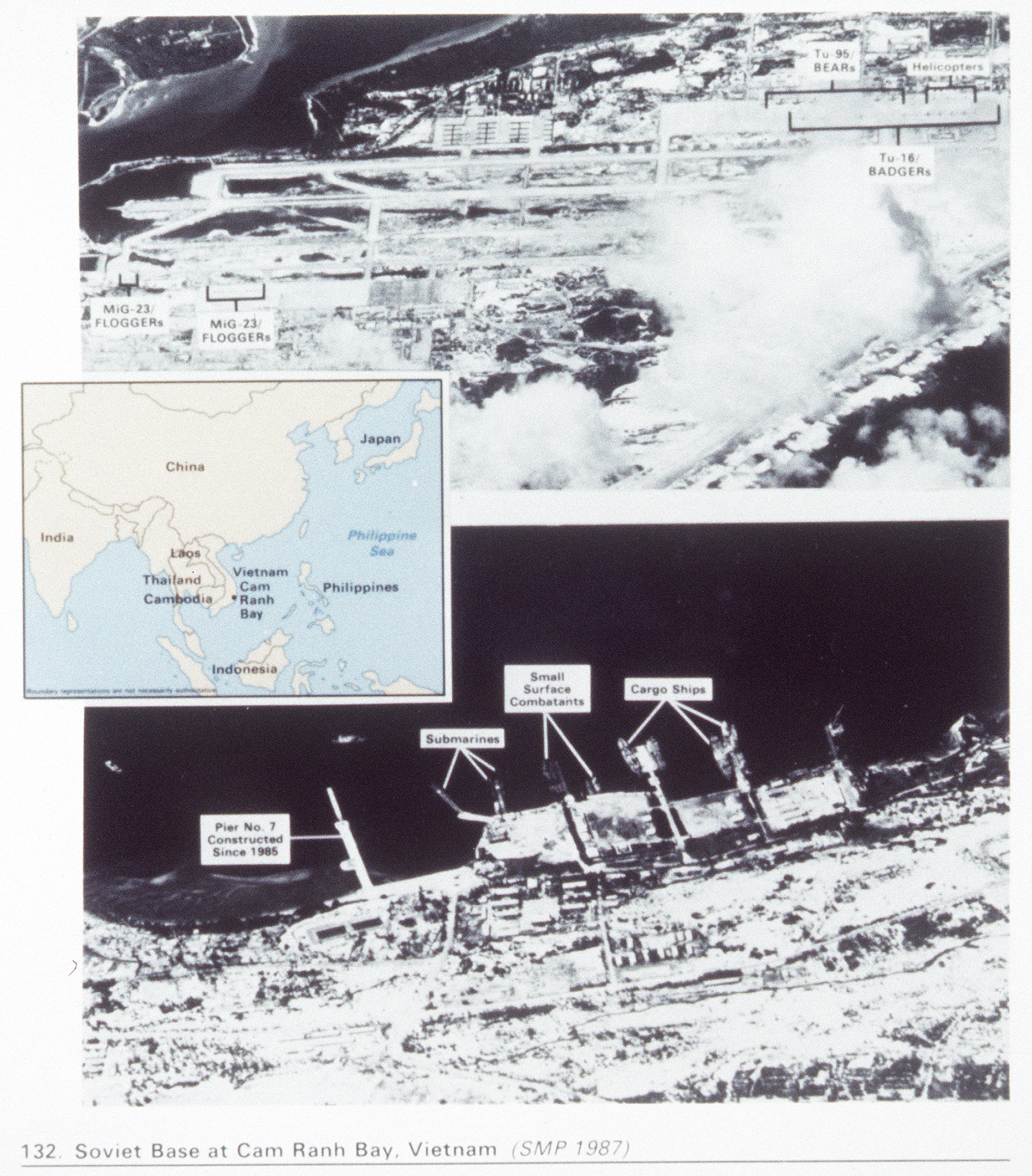
US-Aufklärungsfotos des sowjetisch genutzten Militärstützpunkts Cam Ranh Bay, 1987

Die Bucht von Cam Ranh (vietnamesisch: Vịnh Cam Ranh, englisch: Cam Ranh Bay) ist ein natürlicher Tiefwasserhafen in der Provinz Khánh Hòa in Vietnam. Es liegt an einem Einschnitt des Südchinesischen Meers an der Südostküste Vietnams zwischen Phan Rang und Nha Trang.
Historisch war die Bucht als Militärstützpunkt bedeutend. Die französische Kolonialmacht nutzte Cam Ranh Bay als Marinebasis für ihre Streitkräfte in Indochina. Die kaiserliche russische Flotte nutzte die Bucht als Aufmarschgebiet vor der Seeschlacht bei Tsushima 1905 und während des Zweiten Weltkrieges die Kaiserlich Japanische Marine zur Vorbereitung ihrer Invasion der Malaiischen Halbinsel 1942.
Während des Vietnamkriegs befand sich in Cam Ranh Bay ein wichtiger südvietnamesischer und US-amerikanischer Militärstützpunkt. Nach der Kapitulation der Truppen der Republik Vietnam, der Einnahme Saigons durch die Truppen der NLF 1975 und der vietnamesischen Wiedervereinigung überließ die Sozialistische Republik Vietnam der Sowjetischen Pazifikflotte den Marinestützpunkt.
1979 unterzeichnete die sowjetische Regierung ein Abkommen über die Verpachtung der Marinebasis für die Dauer von 25 Jahren. 1983 befanden sich in Vietnam rund 2000 sowjetische Soldaten und Militärberater. 1986/87 stationierte die Sowjetunion auch strategische Bomber vom Typ Tupolew Tu-95 und Tupolew Tu-16 auf dem Stützpunkt.
Nach dem Zerfall der Sowjetunion und dem Ende des Kalten Krieges setzte die Regierung Russlands dieses Abkommen 1993 fort, das ihr die weitere Benutzung der Basis für nachrichtendienstliche Zwecke, insbesondere hinsichtlich der chinesischen Kommunikation im Südchinesischen Meer ermöglicht. Aber inzwischen wurden die meisten Soldaten und Kriegsschiffe abgezogen, so dass nur noch Einheiten für die Abhörstation verblieben. Als die ursprüngliche 25-jährige Pacht sich ihrem Ende näherte, forderte Vietnam eine jährliche Pacht von $ 200 Mio. für die weitere Nutzung der Basis. Russland scheute dies und entschied sich, das gesamte Personal abzuziehen. Am 2. Mai 2002 wurde die russische Flagge zum letzten Mal eingeholt.
Vietnam prüft, die Marinebasis nach dem Vorbild der ehemaligen US-Marinebasis United States Naval Base Subic Bay auf der philippinischen Insel Luzon in eine zivile Einrichtung umzuwandeln. Aufgrund der mit China rivalisierenden Seegebietsansprüche Vietnams scheint es möglich, wie 2012 berichtet wurde, dass die USA diesen erhalten, allerdings wurde bis ins Jahr 2012 nichts dergleichen realisiert.